# Воздвиженська
Воздви́женська — станиця в Курганинському районі Краснодарського краю. Центр Воздвиженського сільського поселення.

## Географія
Розташована на правому березі річки Лаба, навпроти впадіння у неї притоки Фарс, у степовій зоні, за 33 км східніше міста Курганинськ.